# Кашина Торкио (Кремона)
Кашина Торкио је насеље у Италији у округу Кремона, региону Ломбардија.
Према процени из 2011. у насељу је живело 42 становника. Насеље се налази на надморској висини од 81 м.